# Superflex

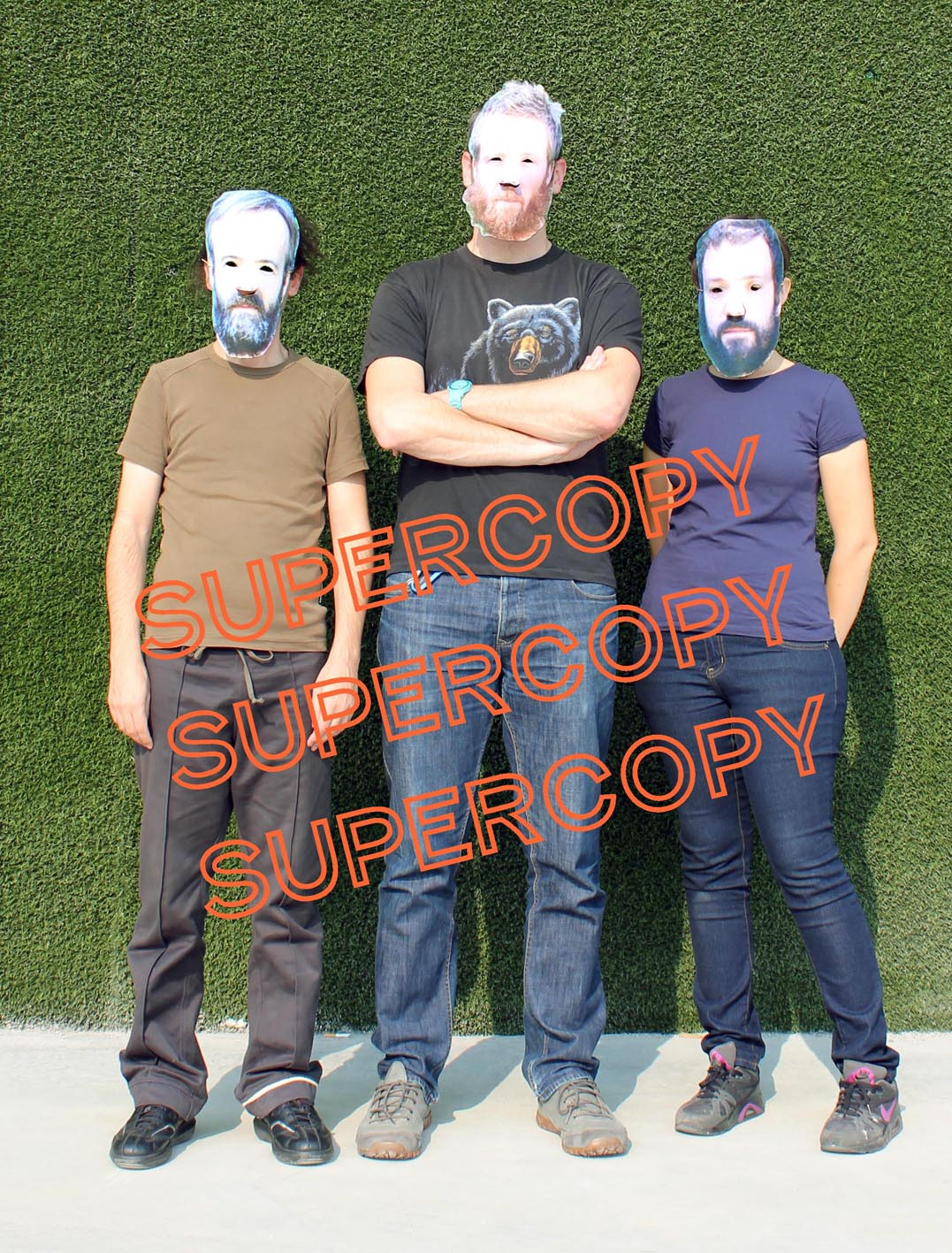
SUPERFLEX supercopy

Superflex es un grupo de artistas fundado en 1993. Tienen su base en Copenhague (Dinamarca) y está formado por Bjørnstjerne Reuter Christiansen Bor, nacido en 1969, Jakob Fenger, nacido en 1968 y Rasmus Nielsen, nacido 1969.
Su educación artística se desarrolló en la Royal Academy en Copenhague. El grupo se estructura como una red cuyos miembros trabajan de modo rizomático. No existe una planificación procedimental lineal, jerárquica, sino un intercambio de conocimiento y condiciones. Superflex es un organismo que coordina varios campos culturales de trabajo como las artes visuales, la música y el diseño.

## Metodología
Superflex ha elegido referirse a su actividad artística como integración socioeconómica. La razón por la que trabajan dentro del campo del arte es por las posibilidades que ofrece - es un espacio en el cual experimentar, libre de obligaciones convencionales. Básicamente, se trata de que es lo que el arte es capaz de hacer. El arte es capaz de centrarse en temas y discursos diversos, y el modo de hacer de Superflex es ir más allá de meras problematizaciones. Quieren que el arte tenga una clara relevancia social, y asumen toda responsabilidad de las consecuencias. Se comprometen en operaciones que esperan que sean concretamente relevantes para un individuo o un grupo de personas. El debate es una parte importante en sus proyectos. Es importante el hecho de tener la oportunidad de entrar en diálogo con personas desde una variedad de posiciones divergentes. En una situación como esta, las reacciones negativas pueden convertirse en una parte importante del modo en que el proyecto se desarrolle. En este sentido, el proyecto podría calificarse como un éxito desde que entra a formar parte de un debate público. "El grupo Superflex, evidentemente, precibe la esfera interhumana como el área de producción y el área donde sus actividades aparecen"
Superflex describe sus proyectos como herramientas, y define herramienta como un modelo o propuesta que puede ser usado activamente, y que además puede ser modificado por el usuario. En este sentido Nicolas Bourriaud opina que "su estrategia formal es proveer (inicialmente) estas herramientas dentro del contexto del mundo del arte. La herramienta debe ser compartida por el mayor número de personas posibles para probar su necesidad y su efectividad definitiva." Herramientas en su término, es una idea acerca de las estructuras subyancentes, de como las cosas pueden ser diferentes si sabes cambiar la situación de una manera ingeniosa, y luego das un paso atrás para ver los resultados. Aplicado a una sala de arte, el enfoque tiene que estar de la misma manera arraigado en términos de qué y cómo se manejan las cosas. Significa cambiar el propósito de los espacios con el fin de investigar sus posibilidades de nuevo.
adoptar Y adaptar como metodología Superflex.

## Proyectos
Proyectos o herramientas desarrollados por Superflex entre 1993 y 2011 ordenados cronológicamente, comenzado por el más reciente.
- Superkilen
- Power Toilet / JPMorgan Chase
- I copy therefore I am
- Freedom of speech contract
- Modern times forever
- Cockroach tour
- Contract between Superflex and ArtReview
- 2000 watt society contract
- Power toilets
- Crimetime
- Today we do not use the word "recession"
- Free shop book
- Free Sol Lewitt
- The financial crisis
- Blackout
- Ecological burial contract
- Porcelain pirates
- Lost money
- Today we do not use the word "dollars"
- Corruption contract
- Experience climate change as a...
- Flooded McDonald's
- Palestinian Eurovision
- Free beer brewing kit
- Burning car
- When the leeves broke we bought our house
- Collect to win
- Supercopy factory
- Zanzibar rietveld
- Free beer counter game strategies
- Contract with Danish Royal Theater
- Free beer corner
- Sel-organisation / Counter-economic strategies
- Korean flamingo
- Guarana power corner
- Guarana power at Sao Paulo biennal
- Copy right
- Rebranding Denmark
- Good copy, bad copy
- Mølnerparken
- Non alcoholic Vodka
- Chinese sausage made in Germany
- Copy light factory
- Merchandise shop
- Number of visitors
- Copyshop
- Supershow - more than a show
- 1000 Istambul biennal posters distributed in Copenhagen
- Iraqui oil truck
- For public use!
- Guarana power commercials
- Superdanish
- Free beer
- Free shop
- Guarana power factory
- Superflex/tools
- Guarana power
- Social pudding
- Superflex tools + counter-strike
- Supertools
- Foreigners, please don't leave us alone with the Danes
- Supercopy Lacoste
- Biogas PH5 lamp
- Counter-strike
- Arken
- Supermanual - The incomplete guide to the supechannel
- Remarks on interventive tendencies
- Karlskrona2
- Superchannel
- Supergas AS
- Supergas installation
- Superflex music
- Supergas biogas tag
- Supersauna
- Supergas

## Publicaciones
Tools

Editor Babara Steiner en colaboración con Superdesign. 295 páginas.
Publicado por Verlag Der Büchhandlung Walther König 2003. 
ISBN 3-88375-612 

Self-organisation/Counter-economic Strategies

Editado por Will Bradley, Mika Hannula, Cristina Ricupero y Superflex. 
Publicado por Sternberg Press 2006
ISBN 1-933128-13-5

Supermanual - The incomplete guide to the Superchannel

Publicado por FACT, Liverpool UK, 2000.
ISBN 0 9521221 3 8 

Remarks on interventive tendencies - Meetings between different economies in contemporary art.

Editasdo por Henrik Plenge Jakobsen, Lars Bang Larsen y Superflex
Publicado por Borgen 2000
Distribución: Büchhandlung Walther König, Cologne 
ISBN 87 21 01624 0 

Tools

Infosite5 / Superflex-Tools / Kunstferein Wolfsburg 1999-2000
por Doris Berger
Publicado para la exposición TOOLS en Kunstferein Wolfsburg.

Three public projects

Publicado por Blekinge Lansmuseum y Statens Konst Råd, Sweden, 1999

## Películas
- Burning Car (2008)
- Flooded McDonalds (2009)[7]
- The Financial Crisis (2009)
- Modern Times Forever (Stora Enso Building, Helsinki) (2011)